# Mihály Nagy
Mihály Nagy (ur. 8 października 1993) – węgierski zapaśnik walczący w stylu wolnym. Zajął ósme miejsce na mistrzostwach świata w 2015. Brązowy medalista mistrzostw Europy w 2018. Osiemnasty na igrzyskach europejskich w 2015. Drugi na akademickich MŚ w 2016 i 2018. Plażowy wicemistrz świata w 2014 i 2015. Trzeci na ME U-23 w 2015 roku.